# 크다 술탄국
크다 술탄국(말레이어: Kesultanan Kedah 크술타난 크다[*], The Sultanate of Kedah, -國)은 1136년 무자파르 샤 1세에 의해 말레이 반도의 크다 지역에 세워져서 지금까지 존속하고 있는 오래된 술탄국이다. 크다의 술탄은 현재 말레이시아의 군주인 아홉 명의 술탄 중 하나이다.

## 군주 목록

### 힌두계 군주
크다 술탄국은 처음에는 군주의 칭호로 인도식의 '마하라자(maharaja, 대왕)'를 쓰는 힌두계 왕국이었다. 이 시기의 군주 목록은 다음과 같으나, 정확한 재위 시기는 알려진 바 없다.
1. 두르바르라자 1세 (630~?)
2. 디라자푸트라
3. 마하데와 1세
4. 카르나디라자
5. 카르마
6. 마하데와 2세
7. 다르마라자
8. 마하지와
9. 두르바르라자 2세 (?~1136)

### 술탄
크다 술탄국의 군주가 술탄이라는 명칭을 사용한 것은 예멘에서 온 이슬람 학자 셰이크 압둘라 빈 자아파르 꾸아미리(Sheikh Abdullah bin Ja'afar Quamiri) 덕분이었다. 1136년 두르바르라자 2세의 궁성을 방문한 그는 라자를 알현했는데, 이 접견을 통해 두르바르라자 2세는 이슬람교로 개종하고 '무자파르 샤'라는 이름으로 개칭하여 크다 술탄국을 열었다. 술탄국 시대의 군주 목록은 다음과 같다.
1. 무자파르 샤 1세 (1136~1179) : 두르바르라자 2세와 동일 인물
2. 무아잠 샤 (1179-1201)
3. 무하맛 샤 (1201-1236)
4. 무자파르 샤 2세 (1236-1280)
5. 마뭇 샤 1세 (1280-1321)
6. 이브라힘 샤 (1321-1373)
7. 술라이만 샤 1세 (1373-1422)
8. 아타울라 무하맛 샤 1세 (1422-1472)
9. 무하맛 지와 자이날 아딜린 1세 (1472-1506)
10. 마뭇 샤 2세 (1506-1546)
11. 무자파르 샤 3세 (1546-1602)
12. 술라이만 샤 2세 (1602-1625)
13. 리잘루딘 무하맛 샤 (1625-1651)
14. 무히딘 만수르 샤 (1651-1661)
15. 지아딘 무카람 샤 (1661-1687)
16. 아타울라 무하맛 샤 2세 (1687-1698)
17. 압둘라 무아잠 샤 (1698-1706)
18. 아맛 타주딘 할림 샤 1세 (1706-1709)
19. 무하맛 지와 자이날 아딜린 2세 (1710-1778)
20. 압둘라 무카람 샤 (1778-1797)
21. 아맛 타주딘 할림 샤 2세 (1797-1843)
22. 자이날 라싯 무아잠 샤 1세 (1843-1854)
23. 아맛 타주딘 무카람 샤 (1854-1879)
24. 자이날 라싯 무아잠 샤 2세 (1879-1881)
25. 압둘 하밋 할림 샤 (1881-1943)
26. 바들리샤 (1943-1958)
27. 압둘 할림 무아잠 샤 (1958-)

## 같이 보기
- 믈라카 술탄국
- 조호르 술탄국
- 술루 술탄국